# قرار مجلس الأمن التابع للأمم المتحدة رقم 83
قرار مجلس الأمن التابع للأمم المتحدة رقم 83، الذي اعتمد في 27 يونيو 1950، قرر أن الهجوم على جمهورية كوريا على يد قوات من كوريا الشمالية يشكل خرقا للسلام. ودعا المجلس إلى الوقف الفوري للأعمال العدائية، وإلى قيام السلطات في كوريا الشمالية بسحب قواتها المسلحة إلى خط العرض 38. كما أشار إلى تقرير لجنة الأمم المتحدة المعنية بكوريا والذي جاء فيه أن كوريا الشمالية لم تمتثل لقرار مجلس الأمن 82 وأن الإجراءات العسكرية العاجلة مطلوبة لاستعادة السلام والأمن الدوليين.
ثم أوصى المجلس «بأن يقدم أعضاء الأمم المتحدة ما قد يلزم من مساعدة لجمهورية كوريا لصد الهجوم المسلح واستعادة السلام والأمن الدوليين في المنطقة».
اعتمد القرار بأغلبية سبعة أصوات مقابل صوت واحد معارض من يوغوسلافيا. كانت مصر والهند حاضرتين ولكنهما لم تشاركا في التصويت. لم يستخدم الاتحاد السوفييتي حق النقض ضد القرار لأنه كان يقاطع مجلس الأمن منذ يناير 1950، احتجاجًا على مقعد الصين في الأمم المتحدة الذي تحتله جمهورية الصين وليس جمهورية الصين الشعبية.

## روابط خارجية
- نص القرار في undocs.org